# Bukit Pangkuasan UPT IV
Bukit Pangkuasan UPT IV is een bestuurslaag in het regentschap Musi Banyuasin van de provincie Zuid-Sumatra, Indonesië. Bukit Pangkuasan UPT IV telt 788 inwoners (volkstelling 2010).